# NGC 4479
NGC 4479 هي مجرة محدبة ضلعية تبعد حوالي 60 مليون سنة ضوئية تقع في كوكبة الهلبة. تم اكتشافها من قبل عالم الفلك ويليام هيرشل في 8 أبريل 1784. وهي عضو في مجموعة عنقود العذراء المجري.

## وصلات خارجية
- NGC 4479 على موقع ويكي سكاي: DSS2, SDSS, GALEX, IRAS, Hydrogen α, X-Ray, Astrophoto, Sky Map, Articles and images